# Heinrich Nagl
Heinrich Nagl (* 1. September 1904 in Natschbach; † 15. Februar 1990 in St. Pölten) war ein österreichischer Fußballspieler und -schiedsrichter sowie Motorradrennfahrer. Im eigentlichen Brotberuf war er als Garten- und Sportplatzarchitekt tätig.

## Leben und Karriere
Heinrich Nagl wurde am 1. September 1904 als Sohn von Heinrich Nagl (* 11. Juli 1878 in Natschbach; † 27. August 1954 in Neunkirchen), Besitzer einer Landwirtschaft in Natschbach und Mitglied der örtlichen Feuerwehr, und dessen Ehefrau Maria (geborene Summer; * 17. Dezember 1880 in Loipersbach; † 20. Juni 1961 in Neunkirchen) in Natschbach geboren und am 3. September auf den Namen Heinrich getauft. Seine Großeltern väterlicherseits waren der Bauer Karl Nagl und dessen Ehefrau Anna (geborene Aichberger). Die Großeltern mütterlicherseits waren der Bauer Blasius Summer und dessen Ehefrau Theresia (geborene Pürzl).
Im Jahr 1921 gründete Nagl den SC Natschbach, dem er in weiterer Folge bis 1930 als Spieler angehörte. Ab 1930 beteiligte er sich als Schiedsrichter in Niederösterreich und trat zudem von 1946 bis 1950 als Verbandsdelegierter des SC Neunkirchen in Erscheinung.
Bei der Deutschen Alpenfahrt, die in den Jahren 1938 und 1939 vom Nationalsozialistischen Kraftfahrkorps (NSKK) ausgetragen wurde, siegte er im Jahr 1939 in der Beiwagenklasse bis 500 cm³ (Anmerkung: vermutlich bis 600 cm³).
Im Laufe seines Lebens erhielt Nagl zahlreiche sportliche Auszeichnungen, wie etwa das niederösterreichische Schiedsrichterabzeichen in Silber. Um das Jahr 1954 (im Erscheinungsjahr des Niederösterreichischen Sportlexikons) war er noch als Fußballschiedsrichter tätig.
Am 15. Februar 1990 starb Nagl im Alter von 85 Jahren in der niederösterreichischen Landeshauptstadt.

## Persönliches
Am 9. August 1936 heiratete er in der Pfarr- und Wallfahrtskirche Graz-Mariatrost die Verkäuferin Margareta Theresia Wagner (* 27. September 1906 in Rohrbach bei Ternitz; † 17. Juni 1996 in Scheiblingkirchen-Thernberg). Die Ehe wurde mit Rechtskraft des Urteils vom 16. Juni 1964 geschieden.
Hauptberuflich war Nagl als Garten- und Sportplatzarchitekt und beschäftigte als solcher auch Handelsvertreter. In den 1930er Jahren zeigte er sich beispielsweise für den Rasen der Sportanlage von Wimpassing im Schwarzatale verantwortlich.